# Chapelle Sainte-Claire de Moulins
La chapelle Sainte-Claire est une chapelle catholique située à Moulins (Allier). Dédiée à sainte Claire d'Assise, elle dépend pour le culte du diocèse de Moulins et de la paroisse Notre-Dame du Bourbonnais. Elle est inscrite aux Monuments historiques par arrêté en 1947.

## Histoire
Un couvent de clarisses colettines est fondé en 1421 par la duchesse de Bourbon qui fait appel à sainte Colette. Il est situé derrière la tour de la Géole près des remparts, et sa construction se poursuit pendant deux siècles, le couvent étant reconstruit de 1685 à 1691. Il est démoli après la Terreur, puis lorsque la rue de la Comédie est tracée. Seule subsiste la chapelle.
En 1790, les clarisses sont dispersées par les révolutionnaires. En 1794, sous la Terreur, soixante-seize religieux et prêtres réfractaires de la région y sont emprisonnés, avant d'être déportés à Rochefort et tués pour la plupart sur les pontons, ensuite il sert de prison de femmes. En 1795, le couvent est vendu comme bien national à un certain citoyen Coinchet. La chapelle devient une salle de spectacle de 1797 jusqu'en 1847. La ville rachète la chapelle en 1820. La chapelle est rendue au culte en 1854 sous le Second Empire et l'épiscopat de Mgr de Dreux-Brézé. Aujourd'hui la messe dominicale y est célébrée à 18 h 30. Des concerts de musique classique y sont donnés régulièrement.

## Description
La nef de quatre travées est surmontée d'une voûte en carène de bateau renversé soutenue par des culots feuillagés. Le chœur à trois pans est flanqué de deux chapelles. La chapelle ne possède qu'un bas-côté (au sud) qui donnait accès autrefois au couvent. Le petit clocher du mur de refend au-dessus de la tribune a été détruit au début du XXe siècle. L'accès à la chapelle se fait par le portail Ouest, encadré de deux baies ogivales, et dont le tympan est orné d'un quadrilobe. La façade est éclairée par un oculus.
On remarque un tableau du peintre moulinois Gilbert Sève daté de 1647 et représentant une Vierge à l'Enfant entourée de saints. Il subsiste des vitraux de la seconde moitié du XIXe siècle, mais tout le décor a été dépouillé dans les années 1970. L'autel moderne face au peuple remplaçant l'ancien maître-autel détruit est l'œuvre du sculpteur moulinois Michel Sabatier ; il est réalisé en laiton patiné et oxydé,.